# پاولا وسلی
پاولا وسلی (انگلیسی: Paula Wessely؛ ۲۰ ژانویهٔ ۱۹۰۷ – ۱۱ مهٔ ۲۰۰۰) یک هنرپیشه و تهیه‌کننده اهل اتریش بود.
از فیلم‌ها یا برنامه‌های تلویزیونی که وی در آن نقش داشته است می‌توان به اپیزود اشاره کرد.